# Kap Cheetham
Kap Cheetham ist ein vereistes Kap an der Oates-Küste des ostantarktischen Viktorialands. Es liegt am nordöstlichen Rand des Stuhlinger-Piedmont-Gletschers.
Teilnehmer der gleichnamigen Antarktisexpedition (1910–1913) unter der Leitung des britischen Polarforschers Robert Falcon Scott kartierten das Kap erstmals. Seine Position wurde 1962 im Rahmen der Australian National Antarctic Research Expeditions exakter bestimmt. Namensgeber ist Alfred Cheetham (1867–1918), mehrfacher Teilnahme an den Antarktisexpeditionen Scotts und Ernest Shackletons.